# Tscharnakt
Der Tscharnakt, auch Schulterkopf (2613 m ü. A.) ist ein Berggipfel der Schobergruppe in Osttirol (Österreich). Er liegt in der Gemeinde Nußdorf-Debant.

## Namensherkunft
Ältere Schreibweisen nennen den Berg unter anderem als Gaimperger Schärnäckhl (1660) und Kleinscharnackl (1808), wobei der Name von den Einheimischen für den unterhalb des Berggipfels liegenden Almboden der Gaimberger Alm und nicht für den Berg gebraucht wird. Der Tscharnakt bildet zusammen mit dem benachbarten Prijakt ein Namenspaar, wobei sich in der Endung wahrscheinlich das romanische Suffix -occu verbirgt. Im Almboden Tscharnakt entspringt das Schulter Bachl das in Zusammenhang mit der Namensvariante Schulterkopf
steht.

## Lage
Der Tscharnakt liegt am Nordostgrat der Alkuser Rotspitze im Zentrum der Schobergruppe. Östlich befindet sich der Talschluss des Debanttals, im Norden trennt der Mirnitzbach den Tscharnakt von der Mirnitzschneid, an den südlichen Abhängen des Tscharnakt entspringt der Schulterbach.

## Aufstiegsmöglichkeiten
Der Aufstieg auf den Tscharakt erfolgt aus dem Debanttal über die Lienzer Hütte. Von ihr führt ein Weg nach Südosten in Richtung der Mirnitzscharte, dem man in den Mirnitzboden folgt. Vom Mirnitzboden erreicht man die aus zwei Einkerbungen bestehende und zwischen Tscharnakt und den Steilabfällen der Großen Rotspitze liegende Tscharnaktscharte. Nach dem Einstieg in die rechte der beiden Einkerbungen lässt sich der Tscharnakt in einer mäßig schwierigen Besteigung in kurzer Zeit erreichen.
Eine weitere Variante besteht mit dem Aufstieg von der Gaimber-Alm entlang des Schulterbachs in die Tscharnaktscharte.